# لانتانا ترياقية
لانتانا ترياقية (الاسم العلمي:Lantana antidotalis) هي نوع نباتي يتبع جنس اللانتانا من فصيلة اللويزية.